# Ōmori (Tokyo)
Pour les articles homonymes, voir Ōmori.
Ōmori (大森) est un des quartiers de l'arrondissement de Ōta dans la ville de Tokyo, à quelques kilomètres au sud de Shinagawa. 

## Histoire
Avant son installation à Yokohama, le quartier accueillait l'École Allemande de Tokyo. La présence de cette dernière a fortement contribué au développement du quartier notamment dans sa partie la plus chic, Ōmori-sannō, traditionnellement connu pour accueillir les maisons des poètes, philosophes et écrivains japonais. Le quartier abrite aussi le siège de l'entreprise automobile Isuzu, qui possède des bureaux dans un complexe à quelques centaines de mètres de la gare d'Ōmori. 
Avant de devenir un quartier résidentiel et d'affaires, Ōmori était traversé par un réseau de petites rivières qui étaient utilisées par de nombreux habitants afin de faire sécher la récole de nori. Quant au quartier moderne, il s'est construit dans une zone imprégnée de la religion shinto et cohabite avec de nombreux temples. Il n'est d'ailleurs pas rare d'y voir des mikoshi lors des processions. 
Ōmori est aussi connu pour avoir accueilli durant la Seconde Guerre mondiale un camp de prisonniers de guerre particulièrement brutal dirigé par le criminel de guerre Mutsuhiro Watanabe.

## Personnalités
- Le cinéaste Akira Kurosawa est né et a vécu en partie dans ce quartier[1].